# Ben Wiles
Benjamin Jack Wiles, detto Ben (Rotherham, 17 aprile 1999), è un calciatore inglese, centrocampista dell'Huddersfield Town.

## Caratteristiche tecniche
È un centrocampista centrale.

## Carriera
Cresciuto nel settore giovanile del Rotherham Utd, debutta in prima squadra il 3 ottobre 2017 in occasione del match di EFL Trophy perso 2-1 contro il Chesterfield.

## Statistiche
Statistiche aggiornate al 27 febbraio 2021.

### Presenze e reti nei club
| Stagione        | Squadra         | Campionato      | Campionato | Campionato | Coppe nazionali | Coppe nazionali | Coppe nazionali | Coppe continentali | Coppe continentali | Coppe continentali | Altre coppe | Altre coppe | Altre coppe | Totale | Totale | Totale |
| Stagione        | Squadra         | Comp            | Pres       | Reti       | Comp            | Pres            | Reti            | Comp               | Pres               | Reti               | Comp        | Pres        | Reti        | Pres   | Reti   |        |
| --------------- | --------------- | --------------- | ---------- | ---------- | --------------- | --------------- | --------------- | ------------------ | ------------------ | ------------------ | ----------- | ----------- | ----------- | ------ | ------ | ------ |
| 2017-2018       | Rotherham Utd   | FL1             | 0          | 0          | FACup+CdL       | 0               | 0               |                    | -                  | -                  | EFL Trophy  | 2           | 0           | 2      | 0      |        |
| 2018-2019       | Rotherham Utd   | FLC             | 20         | 0          | FACup+CdL       | 1+2             | 0               |                    | -                  | -                  |             | -           | -           | 23     | 0      |        |
| 2019-2020       | Rotherham Utd   | FL1             | 33         | 3          | FACup+CdL       | 3+2             | 0               |                    | -                  | -                  | EFL Trophy  | 2           | 0           | 40     | 3      |        |
| 2020-2021       | Rotherham Utd   | FLC             | 30         | 2          | FACup+CdL       | 1+0             | 0               |                    | -                  | -                  |             | -           | -           | 31     | 2      |        |
| Totale carriera | Totale carriera | Totale carriera | 83         | 5          |                 | 9               | 0               |                    | -                  | -                  |             | 4           | 0           | 96     | 5      |        |

## Palmarès
- English Football League Trophy: 1

Rotherham United: 2021-2022